# Jean de la Lune (voilier)
Pour les articles homonymes, voir Jean de la Lune.
Le Jean de la Lune est un brick deux-mâts carré à coque en bois peinte en bleu, construit aux chantiers navals de Cornouaille à Lorient

## Histoire
Il doit son nom à consonance française à sa construction dans un chantier de Lorient, en Bretagne et n'a jamais changé de nom bien qu’ayant eu plusieurs  propriétaires.
Il a d'abord servi de bateau de pêche au thon autour des îles Açores, puis de yacht à moteur et bateau pour la plongée sous-marine. À chaque fois, il a subi les modifications nécessaires à son nouvel emploi.

Dans le milieu des années 1970, il a été transformé en schooner à Colchester et a servi de voilier-charter au Royaume-Uni et aux îles Caraïbes de 1983 à 1988.
Il a été racheté par John Reid en 1988 et a été graduellement converti en brick-goélette jusqu'en 1995. 
Il est aujourd'hui (2021) en cale sèche à la marina San Miguel sur l'île de Tenerife, en très mauvais état et mâts coupés.
Le Jean de la Lune est l’un des plus petits voiliers de la classe A. Unique grand navire écossais à phare carré, il est un habitué des grands événements nautiques et des Tall Ships' Races. Il possède 7 cabines pour 14 passagers.